# Solanum tacanense
Solanum tacanense är en potatisväxtart som beskrevs av Cyrus Longworth Lundell. Solanum tacanense ingår i släktet skattor som ingår i familjen potatisväxter. Inga underarter finns listade i Catalogue of Life.